# Secolul al VIII-lea î.Hr.

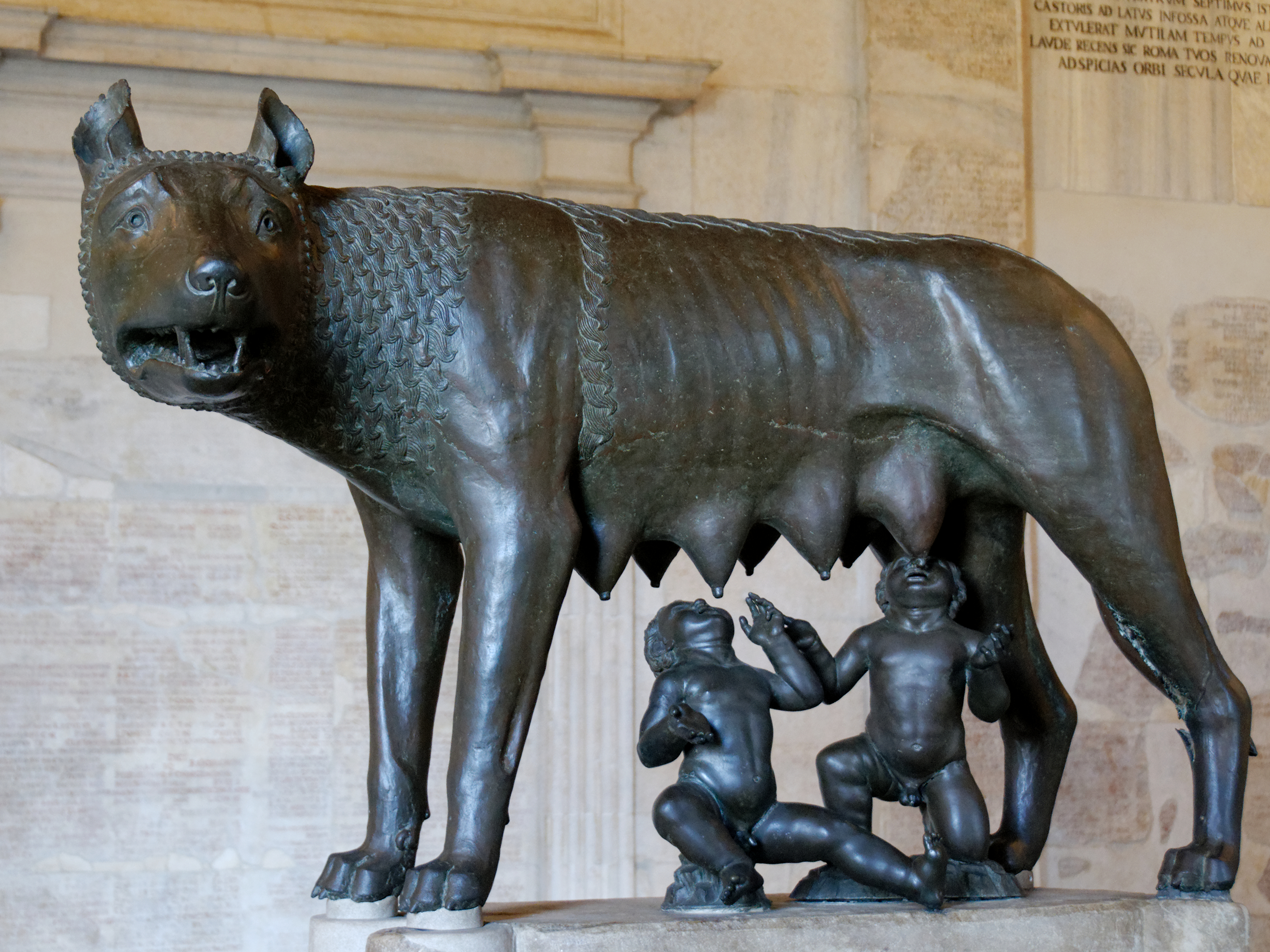
Romulus și Remus

(Secolul al IX-lea î.Hr. - Secolul al VIII-lea î.Hr. - Secolul al VII-lea î.Hr. - alte secole)
Secolul al VIII-lea î.Hr. a fost o perioadă de mari schimbări în civilizații. În Egipt, dinastiile 23 și 24 au dus să se pronunțe din Nubia, în timpul dinastiei 25. Imperiul Neo-asirian atinge apogeul puterii sale, cucerește Regatul lui Israel, precum și țările vecine.
Grecia colonizează alte regiuni ale Mării Mediterane și a Mării Negre. Roma este fondată în 753 î.Hr., și civilizația etruscă se extinde în Italia. Este începutul Antichității clasice, cu prima Olimpiadă din 776 î.Hr., și Epopeea lui Homer.
Perioada de fier în India incepe în perioada vedică. Școlile preoțești sunt menționate în comentariile    Brahmana si Upanișadele marchează începutul  filozofiei Vedanta.

## Evenimente

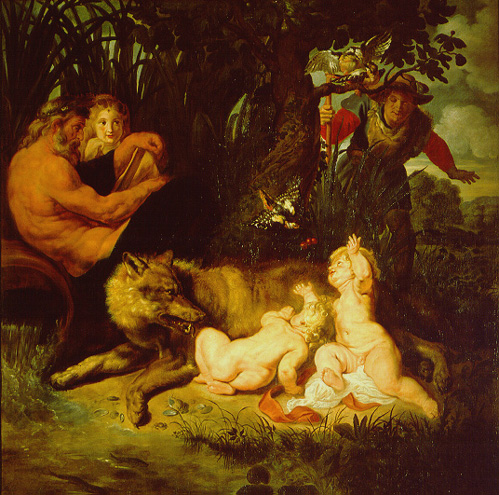

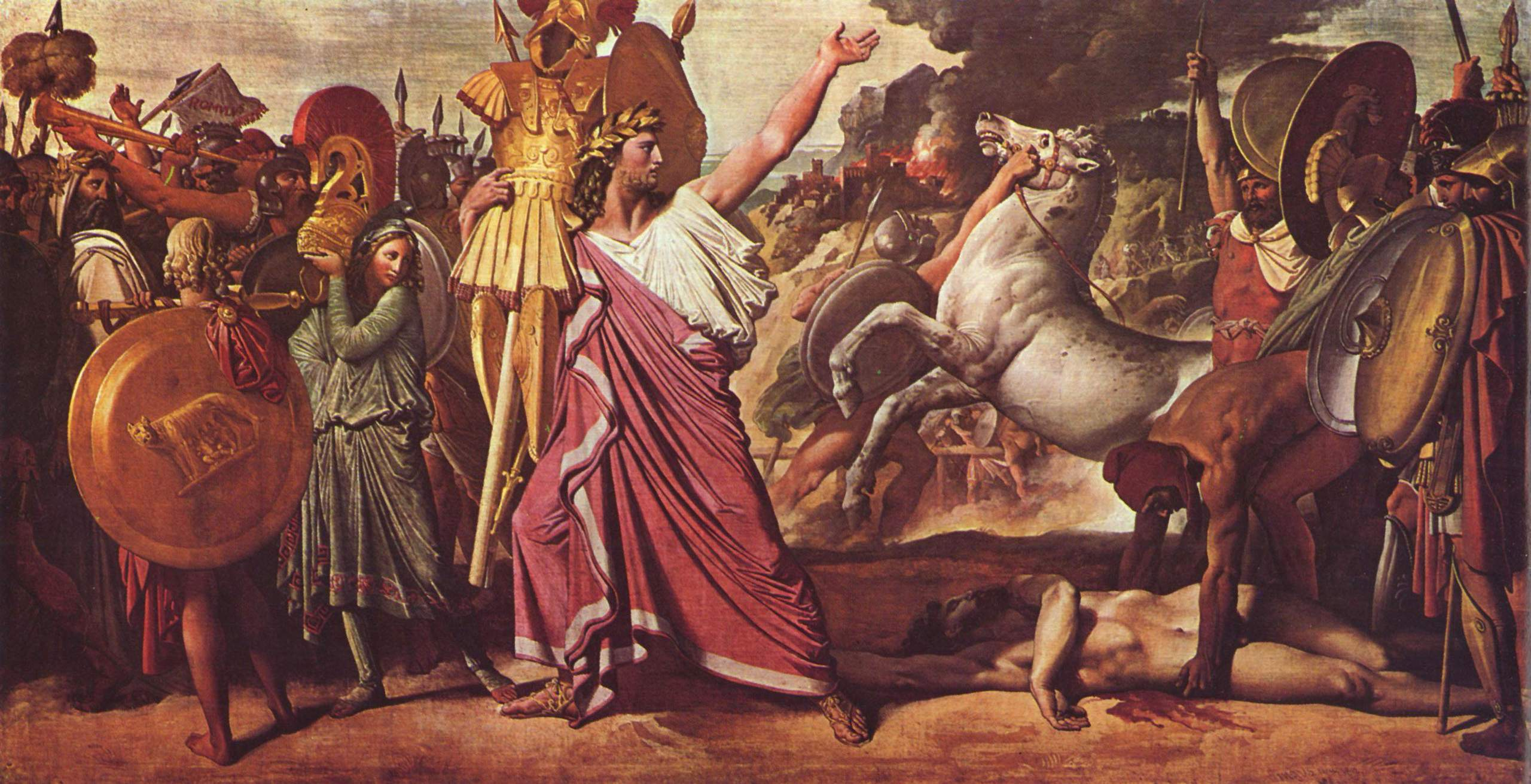

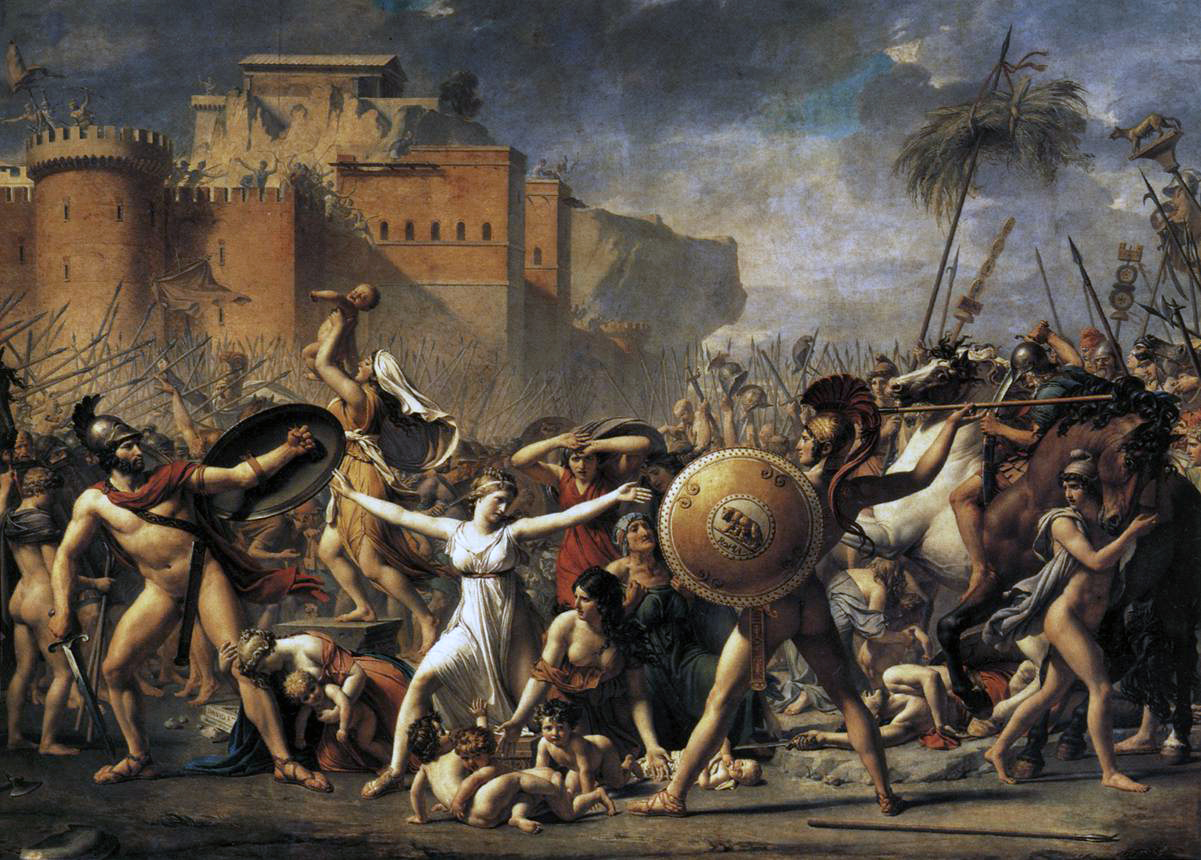

- 797 Î.Hr. : Ardysus I devine rege în Lydia.
- 797 Î.Hr. : Thespieus, regele Atenei, moare după o domnie de 27 de ani și este succedat de fiul său Agamestor.
- 783 Î.Hr. : Salmanasar IV îl succede pe tatăl lui Adad-nirari III, ca rege al Asiriei.
- 782 Î.Hr. : fondarea fortăreței Erebuni (Էրեբունի), la ordinele regelui Argishtis I.
- 782 Î.Hr. : Moartea regelui Xuan Zhou, rege al dinastiei Zhou din China.
- 781 Î.Hr. : Regele You Zhou devine rege al dinastiei Zhou din China.
- 780 Î.Hr. : prima înregistrare istorică a unei eclipse de soare în China.
- 778 Î.Hr. : Agamestor, regele Atenei, moare după o domnie de 17 ani și este succedat de fiul lui, Eschil.
- 776 Î.Hr. : 776 î.Hr. - În Grecia sunt celebrate Primele Jocuri Olimpice.
- 774 Î.Hr. : Sfârșitul domniei regelui Pygmalion.
- 773 Î.Hr. : Moartea lui Shoshenq III, rege al Egiptului.
- 773 Î.Hr: Ashur-Dan III îl succede pe fratele său Salmanasar IV ca rege al Asiriei .
- 771 Î.Hr : Sfârșitul dinastiei Zhou de Vest, în China. Triburi barbare jefuiesc capitala Hao. Regele You de Zhou este ucis. Prințul Ji Yijiu scapă și va domni ca Rege al Ping Zhou.
- 770 Î.Hr : Începe dinastia Zhou de Est, în China, regele Ping Zhou devenind primul rege al Zhou care conduce la noua capitală Chengzhou (azi Luoyang ).
- Asiria cucerește Damascul și Samaria .
- 15 iunie 763 Î.Hr: O eclipsă de soare de la această dată este utilizată pentru a stabili cronologia din Orientul Apropiat antic.
- 756 Î.Hr. : fondarea Cyzicus.
- 755 Î.Hr : Ashur nirari-V  îl succede pe Ashur Dan III, ca rege al Asiriei.
- 755 Î.Hr: Aeschylus, regele de la Atena, moare după o domnie de 23 de ani și este urmat de Alcmaeon.
- 753 î.Hr. : Alcmaeon, regele Atenei, moare după o domnie de 2 ani. El este înlocuit de Harops, ales ca Archon pentru un termen de zece ani.
- 21 aprilie 753 î.Hr.: Fondarea Romei, potrivit legendei. Începe Calendarul Ad Urbe Condica.
- 750 î.Hr. - 701 î.Hr. - Homer și Hesiod își scriu operele.
- 26 februarie, 747 Î.Hr: Nabonassar devine regele Asiriei.
- 747 Î.Hr: Meles devine rege de Lydia .
- 745 Î.Hr: Coroana Asiriei este confiscată de către Pul, care ia numele de Tiglath-Pileser III.
- 743 Î.Hr: Ducele Zhuang din Zheng vine la putere.
- 740 Î.Hr: Tiglath-Pileser III cucerește orașul Arpad , în Siria, după doi ani de asediu.
- 740 Î.Hr: domnia lui Ahaz în Iuda.
- 739 Î.Hr: Hiram al II-lea devine rege al Tirului.
- 738 Î.Hr: Regele Tiglath-Pileser al III-lea al Asiriei invadează Israel, forțându-i pe evrei să plătească tribut.
- 734 Î.Hr: Naxus în Sicilia este fondat ca o colonie de Chalcis, în Eubeea.
- 732 Î.Hr: Osea devine ultimul rege al lui Israel.
- 730 Î.Hr: Osorkon IV îl succede pe Sheshonq IV ca rege al Egiptului.
- 730 Î.Hr: Piye îl succede pe tatăl său, Kashta ca rege al Regatului Napata.
- 730 Î.Hr: Matan II îl succede pe Hiram al II-lea ca rege al Tirului.
- 728 Î.Hr: Piye invadează Egiptul, cucerind Memphis. El a fondat dinastia XXV în Egipt.
- 727 Î.Hr: Babilonia devine independentă de Asiria.
- 724 Î.Hr: Asirienii încep un asediu al Tyrului de patru ani.
- 724 Î.Hr: diaulos este introdus la Jocurile Olimpice.
- 722 Î.Hr: perioada de primăvară și de toamnă din istoria Chinei începe cu Regele Ping de Zhou a dinastiei Zhou, care domnește doar cu numele.
- 722 Î.Hr: Israelul este cucerit de asirieni conduși de regele Sargon al II-lea.
- 720 Î.Hr: Sfârșitul asediului asirian asupra Tyrului.
- C. 710 Î.Hr: Iuda, Tir și Sidon se revoltă împotriva Asiriei.
- 719 Î.Hr : Regele Huan Zhou al dinastiei Zhou devine domnitor in China.
- 718 Î.Hr : Gyges devine rege de Lydia.
- 717 Î.Hr : regele Sargon îi învinge pe hitiți la  fortareața de la Carchemiș.
- Sargon II, fondează o nouă capitală a Asiriei, la Dur-Sharrukin.
- 716 Î.Hr : Romulus își încheie domnia sa.
- 715 Î.Hr : Numa Pompilius, al doilea rege roman.
- 713 Î.Hr : Numa Pompilius reformează calendarul roman.
- 712 Î.Hr : Numa Pompilius creează funcția de Pontifex Maximus.
- 706 Î.Hr : spartani imigranți fondează Taras ( Tarentum ( modern, Taranto ), colonie, în sudul Italiei.
- 705 Î.Hr : Sanherib îl succede pe Sargon al II-lea ca rege al Asiriei.
- 704 Î.Hr : Sanherib mută capitala Asiriei la Ninive.
- 701 Î.Hr : regele Ezechia a lui Iuda, sprijinit de Egipt , se revoltă împotriva regelui Sanherib al Asiriei. Sanherib anexează multe orașe, dar nu reușește să cucerească Ierusalimul.
- 700 î.Hr. : sciții încep să se stabilească pe domeniile cimerienilor.
- 700 î.Hr. : Sfârșitul culturii Villanovan în nordul Italiei și apogeul civilizației etrusce.
- 700 î.Hr. : Upanișadele, texte sacre ale hinduismului, sunt scrise în această perioadă.
- Grecii colonizează coastele mediteranene și coasta Mării Negre.
- Traco-Cimmerienii vor influența Europa Centrală.

## Astronomie
- 763 î.Hr. - Babilonienii înregistrează o eclipsă solară, cea mai veche din istorie.
- 720 î.Hr. - Chinezii încep să înregistreze eclipsele solare.

## Oameni importanți
- Homer
- Hesiod
- Argishtis I Urartu.
- Amasia a lui Iuda
- Archilaus , regele Spartei
- Marduk-Apla-usur și Eriba-Marduk , regii Babilonului
- Rivallo , rege legendar al britanicilor
- Shoshonq V , faraon
- Osorkon III , faraon
- Takelot III , faraon
- Rudamun , Faraon
- Iuput , Faraon
- Niumateped , regele  libienilor
- Titaru , regele libienilor
- Ker , regele libienilor
- Midas (regele din Frigia )
- Isaia , profetul biblic și consilier al regiilor din Iuda (conform Bibliei).
- Ezechia
- Sanherib , regele Asiriei, și cuceritor al Babilonului
- Romulus și Remus
- Bakenranef-faraon
- Ahaz , regele lui Iuda
- Salmanasar V , regele Asiriei
- Sargon- rege al Asiriei .
- Shabaka
- Zhou ping Wang , regele a dinastiei Zhou din China
- Osorkon IV-faraon
- Zamolxis în Dacia

## Invenții, descoperiri
- 800 - 600: Epoca Bronzului în nordul Europei
- 776: începutul Jocurilor Olimpice
- 770:
  - China: începutul Epocii Fierului
  - Munci și zile a lui Hesiod
- 753: fondarea Romei
- 750
  - coloniile grecești din Sicilia și Italia de sud
  - Grecia antică: teoria sferelor cerești, o primă imagine a Universului[1]
- 712 - 663: metalurgia fierului în Egipt

## Decenii
| Anii 790 î.Hr. | Anii 780 î.Hr. | Anii 770 î.Hr. | Anii 760 î.Hr. | Anii 750 î.Hr. | Anii 740 î.Hr. | Anii 730 î.Hr. | Anii 720 î.Hr. | Anii 710 î.Hr. | Anii 700 î.Hr. |